# Laboratoires Expanscience
 (mars 2022).
Les Laboratoires Expanscience, créés en 1950 par Paul Berthomé et un pharmacien, sont des laboratoires pharmaceutiques spécialisés dans la dermo-cosmétique, rhumatologie, dermatologie et la commercialisation d’actifs cosmétiques. Ils détiennent, notamment, Mustela.

## Historique
En 1950, les Laboratoires Expanscience sont créés par un industriel, Paul Berthomé, et un pharmacien. Ils sont alors spécialisés dans la dermo-cosmétique.
À partir de 1957, Expanscience décide de diversifier son activité dans la rhumatologie. Les Laboratoires Expanscience développent leur activité à l'international à partir de 1963 avec l'ouverture d'une filiale en Belgique.
Entre 1963 et 1996, les Laboratoires Expanscience développent leur présence à l’international avec l’ouverture de 5 filiales, en Italie (1965), en Espagne (1971), en Suisse (1971), au Portugal (1979) et aux États-Unis (1989).
En 1996, les Laboratoires Expanscience diversifient à nouveau leurs activités avec la mise en place d'une gamme de médicaments dédiés à la dermatologie, suivie en 2001 par le lancement de l'activité dentaire. 
En 2002, l'entreprise poursuit son développement international avec l'ouverture d'une filiale au Mexique suivie, en 2009, d’une filiale en Pologne, en 2013, de 2 filiales au Brésil et en Turquie, en 2014 en Australie, en 2015 en Russie et au Canada et en 2017 en Chine et à Hong-Kong.
En 2012, l'entreprise indique qu'elle compte 923 salariés, huit filiales et réalise un chiffre d'affaires de 233 millions d'euros.
En avril 2018, les Laboratoires Expanscience obtiennent la certification B Corp et deviennent le premier laboratoire pharmaceutique et dermo-cosmétique au monde à obtenir cette certification.
En décembre 2021, les Laboratoires Expanscience deviennent une société à mission.

## Recherche et développement
Les actions de recherche des Laboratoires Expanscience sont réparties en trois pôles situés sur le site d'Épernon site:
- Le pôle Innovation chargé de la mise au point de nouveaux principes actifs basés sur des matières végétales ou issues de la chimie verte
- Le pôle Développement produits chargé du développement de nouveaux produits cosmétiques
- Le pôle Efficacité, Sécurité et Qualité qui s'assure de la qualité et la sécurité chimique des produits et matières

## Développement durable
En décembre 2011, les Laboratoires Expanscience adhèrent à l'Union for Ethical BioTrade (UEBT), en veillant à ce que ses pratiques d'approvisionnement favorisent la conservation de la biodiversité, respectent les savoirs traditionnels et assurent le partage équitable des avantages tout au long de la chaîne d'approvisionnement.
Le site de production des laboratoires Expanscience est certifié ISO 14001.
En avril 2018, les Laboratoires Expanscience sont devenus le premier laboratoire pharmaceutique et dermo-cosmétique français à obtenir la certification B Corp.

## La Fondation Mustela
Fondée en 1982 par le père de l’actuel président des Laboratoires Expanscience sous l'égide de la Fondation de France, la Fondation Mustela s’adresse aux professionnels de santé de l’enfance et a pour objectif d'encourager les travaux ou projets sur le développement du jeune enfant et ses relations avec son milieu.
Depuis sa création, la Fondation Mustela soutient la recherche au travers de l'octroi de bourses de recherches scientifiques et depuis 2007 du prix Recherche-Action qui finance un projet mené par des praticiens de terrain et/ou des chercheurs autour d'une thématique fixée par le Comité Scientifique de la Fondation Mustela.
La Fondation Mustela a lancé la Bourse de Recherche en Maïeutique en France en 2012, en Belgique en 2014, en Espagne en 2017 et en Turquie en 2019. En 2018, la Fondation Mustela a lancé la Bourse Eveil des Sens en France qui est remplacée par la Bourse Vulnérabilités en 2022.

## Direction de l'entreprise
Les Laboratoires Expanscience sont dirigés par Jean-Paul Berthomé qui en est le président.

## Données économiques du groupe
En 1997, les fondateurs avaient cédé 17 % du capital à des investisseurs institutionnels.
En 2004, ils ont repris cette participation.